# Hemithraupis
Hemithraupis is een geslacht van zangvogels uit de familie Thraupidae (tangaren).

## Soorten
Het geslacht kent de volgende soorten:
- Hemithraupis flavicollis – Geelstuittangare
- Hemithraupis guira – Guiratangare
- Hemithraupis ruficapilla – Roestkaptangare